# Донован, Уильям Джозеф
Уильям Джозеф Донован (англ. William Joseph Donovan, в США распространено прозвище «Дикий Билл» (Wild Bill); 1 января 1883, Буффало — 8 февраля 1959, Вашингтон) — американский юрист и сотрудник спецслужб, руководитель Управления стратегических служб во время Второй мировой войны и некоторое время после.

## Биография
Родился в семье эмигрантов из Ирландии. Учился в Ниагара колледже (англ. Niagara College). В 1905 году получил степень бакалавра искусств в Колумбийского университете, а в 1907 году там же — степень бакалавра юридических наук. Учился в Нью-Йорке, где в футбольной команде получил сохранившееся за ним на всю жизнь прозвище «Дикий Билл» и сблизился с Франклином Рузвельтом. По окончании университета в 1907 году получил специальность юриста, начал работать практикующим адвокатом. Состоял активным членом Республиканской партии, произошло его сближение с президентом Гувером, являлся политическим советником последнего. В 1916 году вступил в Национальную гвардию США.
Участвовал в Первой мировой войне на Западном фронте, подполковник в составе 69-го пехотного полка, в 1918 году стал командиром 165-го полка. За время боевых действий был награждён медалью Почёта и тремя Пурпурными сердцами, а также другими наградами США и Великобритании.
Во время Гражданской войны в России некоторое время находился при штабе армии адмирала А. В. Колчака в должности офицера связи. По возвращении в Соединённые Штаты в конце 1920 года некоторое время служил заместителем губернатора, а в 1922 году поступил в ведомство генерального прокурора, в 1924—1929 годах являлся его помощником. В 1929—1941 годах занимался частной адвокатской практикой в Нью-Йорке. Среди его клиентов был, в частности, Уинстон Черчилль. В 1932 году его кандидатура была выдвинута Республиканской партией на пост губернатора штата Нью-Йорк (Уильям Джозеф Донован выборы проиграл). Когда президентом был избран Рузвельт, Уильям Джозеф Донован являлся одним из наиболее влиятельных адвокатов на Уолл-стрит, и успел составить крупное состояние, исчисляемое миллионами долларов.
По мнению историков, являлся убеждённым противником «Нового курса» Рузвельта. В 1940 году командирован в Великобританию в качестве неофициального представителя секретаря по военно-морским делам Франклина Уильяма Нокса (англ. William Franklin "Frank" Knox). 11 июля 1941 года Рузвельт назначил Донована личным координатором по информации (разведывательной деятельности). Неоднократно направлялся Рузвельтом в Европу и на Ближний Восток для установления связей с движениями Сопротивления.
В апреле 1941 года в письме Франклину Уильяму Ноксу изложил впечатления о деятельности британской разведки и соображения по созданию в США подобной разведывательной структуры. Донован предложил, чтобы глава новой службы назначался президентом и нёс ответственность только перед ним. Он считал, что её бюджет должен быть секретным и утверждаться президентом, что она должна самостоятельно вести внешнюю разведку, координировать сбор информации за границей, централизованно её обрабатывать, а также выполнять другие задачи, поставленные президентом.
В 1942 году был официально зачислен на военную службу и 13 июня 1942 года назначен директором специально под него созданного Управления стратегических служб (англ. Office of Strategic Services; OSS) в составе Комитета начальников штабов. Управление состояло из трёх отделов — разведки, специальных операций, исследований. Заместитель директора — Джон Магрудер. Руководил сбором разведывательной информации, а также организацией диверсионных операций в Северной Африке, Египте, Европе. Создал беспрецедентную по размерам сеть секретных агентов (около 16 тысяч человек). 12 апреля 1945 года умер президент Рузвельт, и влияние Донована резко ослабло.
Ему так и не удалось найти общий язык с новым главой государства, и после окончания войны, 20 сентября 1945 года, УСС было расформировано президентом Гарри Трумэном, а его функции переданы Государственному департаменту и Пентагону. Однако 18 сентября 1947 года с учётом опыта работы УСС было создано Центральное разведывательное управление США.
В 1946 году вышел в отставку. Участвовал в работе Международного Нюрнбергского военного трибунала, будучи помощником судьи от США Джексона. В 1953—1954 годах являлся послом США в Таиланде, но уже через полтора года в связи с ухудшением состояния здоровья он оставил этот пост.
Его имя увековечено в Зале славы военной разведки США.

## Воинские звания
- Подполковник (англ. Lieutenant Colonel) — до 1918 года[11].
- Полковник (англ. Colonel) — с 1918 года, а также по возвращении на военную службу в 1942 году.
- Бригадный генерал (англ. Brigadier General) — 23 марта 1943 года.
- Генерал-майор (англ. Major General) — 10 ноября 1944 года[12].

## Образ в кинематографе
В фильме «Ложное искушение» персонаж генерала Билла Салливана в значительной мере основан на биографии Уильяма Донована. Роль Салливана исполнил режиссёр фильма Роберт Де Ниро.